# Чиферри, Раффаэле
Раффаэле Чиферри (итал. Raffaele Ciferri; 1897—1964) — итальянский миколог, лихенолог и ботаник.

## Биография
Раффаэле Чиферри родился 30 мая 1897 года в городе Фермо, тогда находившемся на территории провинции Мачерата. Во время Первой мировой войны Чиферри воевал на итальянском фронте. В 1920 году он окончил Болонский университет со степенью по сельскому хозяйству. С 1921 по 1925 Чиферри активно изучал ржавчинные грибы (устомицеты), издал несколько публикаций совместно с П. Редаэлли. С 1925 по 1932 Раффаэле путешествовал по Центральной Америке. Он собрал множество образцов из Доминиканской Республики, Гаити (с Р. Гонсалесом Фрагосо), с Кубы и Санто-Доминго (с Ф. Петраком). Благодаря работам Чиферри список грибов, известных в Доминиканской Республики, достиг 2 тысяч видов. Он основал Экспериментальную сельскохозяйственную станцию в городе Сантьяго-де-лос-Кабальерос, был её директором. В июне 1932 года Раффаэле вернулся в Италию. Он был заместителем директора Итальянской криптогамической лаборатории Университета Павии. Затем Чиферри издал несколько статей по заболеваниям человека, вызываемым грибами. В 1936 году Чиферри стал профессором ботаники Лесного и сельскохозяйственного колледжа Флорентийского университета. Вместе с Редаэлли он основал журнал Mycopathologia. В 1942 году Раффаэле Чиферри был назначен профессором Университета Павии. Он активно путешествовал и публиковал статьи в журналах. Раффаэле Чиферри скончался ранним утром 12 февраля 1964 года.

## Роды грибов, названные в честь Р. Чиферри
- Ciferria Gonz.Frag., 1925
- Ciferriella Petr., 1930
- Ciferrina Petr., 1932
- Ciferriolichen Tomas., 1952 [syn.  Arthopyrenia A.Massal., 1852]
- Ciferriomyces Petr., 1932 [syn.  Pyrenostigme Syd., 1926]
- Ciferriopeltis Bat. & H.Maia, 1965
- Ciferriotheca Bat. & I.H.Lima, 1959 [syn.  Metathyriella Syd., 1927]
- Ciferrioxyphium Bat. & H.Maia, 1963
- Ciferriusia Bat., 1962 [syn.  Yatesula Syd. & P.Syd., 1917]
- Mycociferria Tomas., 1953 [syn.  Arthopyrenia A.Massal., 1852]
- Raffaelea Arx & Hennebert, 1965